# Chancy
Chancy är en ort och kommun i kantonen Genève, Schweiz. Kommunen har 1 651 invånare (2023). Chancy är den kommun i Schweiz som ligger längst västerut.